# 바빌
《바빌》(튀르키예어: Babil)는 2020년 방영된 터키의 텔레비전 드라마이다.